# Província de Giurgiu
La província de Giurgiu (IPA: [ʤjur.ʤju]) és un județ, una divisió administrativa de Romania, a Muntènia, amb capital a Giurgiu.

## Límits
- Província de Călărași a l'est.
- Província de Teleorman a l'est.
- Província d'Ilfov i província de Dâmbovița al Nord.
- Bulgària al sud - Província de Ruse.

## Demografia
El 2002, tenia 297,859 i una densitat de població de 84 h/km².
- Romanesos - un 96%[1]
- Gitanos - 3,5%, i altres.

| Any  | Població |
| ---- | -------- |
| 1948 | 313,793  |
| 1956 | 325,045  |
| 1966 | 320,120  |
| 1977 | 327,494  |
| 1992 | 313,352  |
| 2002 | 297,859  |

## Divisió administrativa
La província té un municipi, 3 ciutats i 51 comunes.

### Municipis
- Giurgiu - capital; població: 73,260

### Ciutats
- Bolintin-Vale
- Mihăilești

### Comunes
| - Adunații-Copăceni - Băneasa - Bolintin-Deal - Bucșani - Bulbucata - Buturugeni - Călugăreni - Clejani - Colibași | - Comana - Cosoba - Crevedia Mare - Daia - Florești-Stoenești - Frătești - Găiseni - Găujani - Ghimpați | - Gogoșari - Gostinari - Gostinu - Grădinari - Greaca - Herăști - Hotarele - Iepurești - Izvoarele | - Joița - Letca Nouă - Malu - Mârșa - Mihai Bravu - Ogrezeni - Oinacu - Prundu - Putineiu | - Răsuceni - Roata de Jos - Săbăreni - Schitu - Singureni - Slobozia - Stănești - Stoenești - Toporu | - Ulmi - Valea Dragului - Vânătorii Mici - Vărăști - Vedea |